# Eric Mervyn Lindsay
Eric Mervyn Lindsay (Portadown, 14 giugno 1889 – Armagh, 27 luglio 1974) è stato un astronomo britannico.

## Biografia
Studiò dapprima a Dublino presso la King’s Hospital School e quindi a Belfast presso la Queen’s University dove conseguì il Master of Science nel 1929 per poi trasferirsi presso l'Università di Harvard ove conseguì il dottorato di ricerca nel 1934. Si recò successivamente in Sud Africa presso l'Osservatorio Boyden per continuare i suoi studi e ricerche in campo astronomico. Nel 1937 fece ritorno in Irlanda ad Armagh, nella sua contea di nascita, per diventare direttore dell'Osservatorio di Armagh, fondato nel 1790 dal Vescovo Richard Robinson, rivitalizzandone le attività osservative con l'acquisizione di un nuovo telescopio e collaborando con altri osservatori disposti in località più favorevoli per le osservazioni astronomiche. Mantenne la carica di direttore fino alla sua morte nel 1974 avvenuta per un improvviso attacco cardiaco.
Il suo contributo in campo astronomico va ricercato, piuttosto che nelle scoperte scientifiche a lui attribuibili, nel suo lavoro di organizzatore riconoscibile nell'impulso dato alle attività dell'Osservatorio di Armagh e a quello per il potenziamento dell'Osservatorio Boyden per lo studio del cielo meridionale.

## Onorificenze
- Ordine dell'Impero Britannico nel 1963
- Membro della Accademia Reale Irlandese dal 1939

A Eric Mervyn Lindsay la UAI ha intitolato il cratere lunare Lindsay.